# Campeonato Europeo de Natación en Piscina Corta de 2001
El V Campeonato Europeo de Natación en Piscina Corta se celebró en Amberes (Bélgica) entre el 13 y el 16 de diciembre de 2001. Fue organizado por la Liga Europea de Natación (LEN) y la Real Federación Belga de Natación. 
Las competiciones se realizaron en la Piscina Olímpica de Wezenberg de la ciudad belga. 

## Resultados

### Masculino
| Evento                   | Oro                                                                                          | Plata                                                                                          | Bronce                                                                                  |
| ------------------------ | -------------------------------------------------------------------------------------------- | ---------------------------------------------------------------------------------------------- | --------------------------------------------------------------------------------------- |
| 50 m libre (13.12)       | Stefan Nystrand · Suecia · 21,15                                                             | Olexandr Volynets · Ucrania · 21,60                                                            | Pieter van den Hoogenband · Países Bajos · 21,65                                        |
| 100 m libre (15.12)      | Stefan Nystrand · Suecia · 47,15                                                             | Pieter van den Hoogenband · Países Bajos · 47,42                                               | Romain Barnier · Francia · Duje Draganja · Croacia · 47,53                              |
| 200 m libre (16.12)      | Pieter van den Hoogenband · Países Bajos · 1:42,46                                           | Květoslav Svoboda · República Checa · 1:44,78                                                  | Stefan Herbst · Alemania · 1:45,32                                                      |
| 400 m libre (13.12)      | Emiliano Brembilla · Italia · 3:41,27                                                        | Jörg Hoffmann · Alemania · 3:42,09                                                             | Jacob Carstensen Dinamarca 3:42,28                                                      |
| 1500 m libre (15.12)     | Jörg Hoffmann · Alemania · 14:41,20                                                          | Alexei Filipets · Rusia · 14:41,98                                                             | Nicolas Rostoucher Francia 14:47,47                                                     |
| 50 m espalda (14.12)     | Stev Theloke · Alemania · 23,97                                                              | Ante Mašković · Croacia · 24,53                                                                | Peter Mankoč Eslovenia 24,54                                                            |
| 100 m espalda (16.12)    | Thomas Rupprath · Alemania · 50,99                                                           | Stev Theloke · Alemania · 51,92                                                                | Gergor Tait Reino Unido 52,90                                                           |
| 200 m espalda (13.12)    | Gordan Kožulj · Croacia · 1:53,37                                                            | Yoav Gath Israel 1:54,15                                                                       | Simon Dufour Francia 1:54,21                                                            |
| 50 m braza (15.12)       | Oleg Lisogor · Ucrania · 26,71                                                               | Mark Warnecke · Alemania · 26,75                                                               | Darren Mew Reino Unido 26,85                                                            |
| 100 m braza (14.12)      | Oleg Lisogor · Ucrania · 59,02                                                               | James Gibson Reino Unido 59,23                                                                 | Daniel Málek · República Checa · 59,31                                                  |
| 200 m braza (16.12)      | Maxim Podoprigora · Austria · 2:07,79                                                        | Ian Edmond Reino Unido 2:08,03                                                                 | Daniel Málek · República Checa · 2:09,07                                                |
| 50 m mariposa (16.12)    | Lars Frölander · Suecia · 23,07                                                              | Mark Foster Reino Unido 23,11                                                                  | Tero Välimaa · Finlandia · 23,59                                                        |
| 100 m mariposa (14.12)   | Thomas Rupprath · Alemania · 50,26                                                           | Lars Frölander · Suecia · 50,58                                                                | James Hickman Reino Unido 51,32                                                         |
| 200 m mariposa (15.12)   | James Hickman Reino Unido 1:52,93                                                            | Danys Sylantyev · Ucrania · 1:53,34                                                            | Anatoli Poliakov · Rusia · 1:53,54                                                      |
| 100 m estilos (16.12)    | Peter Mankoč Eslovenia 52,94                                                                 | Jens Kruppa · Alemania · 54,10                                                                 | Jani Sievinen · Finlandia · 54,17                                                       |
| 200 m estilos (13.12)    | Peter Mankoč Eslovenia 1:56,18                                                               | Jani Sievinen · Finlandia · 1:56,60                                                            | Alessio Boggiatto · Italia · 1:57,52                                                    |
| 400 m estilos (14.12)    | Alessio Boggiatto · Italia · 4:06,99                                                         | Robin Francis Reino Unido 4:08,49                                                              | Jacob Carstensen Dinamarca 4:08,58                                                      |
| 4 × 50 m libre (16.12)   | Ucrania · Danys Sylantyev · Olexandr Volynets · Oleg Lisogor · Viacheslav Shyrshov · 1:26,09 | Países Bajos · Johan Kenkhuis · Gijs Damen · Ewout Holst · Pieter van den Hoogenband · 1:26,32 | Suecia · Erik Dorch · Stefan Nystrand · Lars Frölander · Jonas Tilly · 1:26,77          |
| 4 × 50 m estilos (13.12) | Alemania · Stev Theloke · Mark Warnecke · Thomas Rupprath · Carsten Dehmlow · 1:34,78        | Reino Unido Gregor Tait James Gibson James Hickman Mark Foster 1:35,19                         | Suecia · Jens Pettersson · Patrik Isaksson · Lars Frölander · Stefan Nystrand · 1:35,68 |

### Femenino
| Evento                   | Oro                                                                                                | Plata                                                                                       | Bronce                                                                                         |
| ------------------------ | -------------------------------------------------------------------------------------------------- | ------------------------------------------------------------------------------------------- | ---------------------------------------------------------------------------------------------- |
| 50 m libre (16.12)       | Inge de Bruijn · Países Bajos · 23,89                                                              | Therese Alshammar · Suecia · 24,09                                                          | Johanna Sjöberg · Suecia · 24,61                                                               |
| 100 m libre (14.12)      | Inge de Bruijn · Países Bajos · 52,65                                                              | Martina Moravcová · Eslovaquia · 52,97                                                      | Johanna Sjöberg · Suecia · 53,01                                                               |
| 200 m libre (16.12)      | Martina Moravcová · Eslovaquia · 1:54,74                                                           | Solenne Figuès Francia 1:55,83                                                              | Alessa Ries · Alemania · 1:57,34                                                               |
| 400 m libre (15.12)      | Anja Čarman Eslovenia 4:02,72                                                                      | Yana Klochkova · Ucrania · 4:02,79                                                          | Irina Ufimtseva · Rusia · 4:05,68                                                              |
| 800 m libre (14.12)      | Flavia Rigamonti · Suiza · 8:17,20                                                                 | Anja Čarman Eslovenia 8:20,31                                                               | Irina Ufimtseva · Rusia · 8:23,28                                                              |
| 50 m espalda (15.12)     | Ilona Hlaváčková · República Checa · 27,06                                                         | Anu Koivisto · Finlandia · 27,75                                                            | Janine Pietsch · Alemania · 27,79                                                              |
| 100 m espalda (14.12)    | Ilona Hlaváčková · República Checa · 57,75                                                         | Sarah Price Reino Unido 59,46                                                               | Janine Pietsch · Alemania · 59,79                                                              |
| 200 m espalda (16.12)    | Sarah Price Reino Unido 2:04,59                                                                    | Nicole Hetzer · Alemania · 2:06,65                                                          | Anu Koivisto · Finlandia · 2:07,10                                                             |
| 50 m braza (13.12)       | Emma Igelström · Suecia · 30,56 RM                                                                 | Janne Schäfer · Alemania · 30,92                                                            | Vera Lischka · Austria · 31,37                                                                 |
| 100 m braza (16.12)      | Anne Poleska · Alemania · 1:07,25                                                                  | Mirna Jukić · Austria · 1:07,59                                                             | Heidi Earp Reino Unido 1:08,25                                                                 |
| 200 m braza (14.12)      | Anne Poleska · Alemania · 2:21,93                                                                  | Mirna Jukić · Austria · 2:22,26                                                             | Emma Igelström · Suecia · 2:23,36                                                              |
| 50 m mariposa (14.12)    | Therese Alshammar · Suecia · 25,73                                                                 | Anna-Karin Kammerling · Suecia · 25,78                                                      | Natalia Sutiagina · Rusia · 27,25                                                              |
| 100 m mariposa (16.12)   | Martina Moravcová · Eslovaquia · 57,20                                                             | Johanna Sjöberg · Suecia · 57,79                                                            | Anna-Karin Kammerling · Suecia · 57,78                                                         |
| 200 m mariposa (13.12)   | Otylia Jędrzejczak · Polonia · 2:07,95                                                             | Mette Jacobsen Dinamarca 2:08,13                                                            | Georgina Lee Reino Unido 2:08,14                                                               |
| 100 m estilos (15.12)    | Martina Moravcová · Eslovaquia · 1:00,16                                                           | Alenka Kejžar Eslovenia 1:00,90                                                             | Oxana Verevka · Rusia · 1:01,92                                                                |
| 200 m estilos (13.12)    | Yana Klochkova · Ucrania · 2:09,52                                                                 | Nicole Hetzer · Alemania · 2:09,70                                                          | Alenka Kejžar Eslovenia 2:10,82                                                                |
| 400 m estilos (16.12)    | Nicole Hetzer · Alemania · 4:29,46                                                                 | Yana Klochkova · Ucrania · 4:31,31                                                          | Alenka Kejžar Eslovenia 4:33,46                                                                |
| 4 × 50 m libre (14.12)   | Suecia · Cathrine Carlsson · Johanna Sjöberg · Therese Alshammar · Anna-Karin Kammerling · 1:38,29 | Países Bajos · Suze Valen · Hinkelien Schreuder · Annabel Kosten · Inge de Bruijn · 1:39,02 | Alemania · Petra Dallmann · Ann-Christin Langmaack · Katrin Meißner · Janine Pietsch · 1:39,60 |
| 4 × 50 m estilos (15.12) | Suecia · Therese Alshammar · Emma Igelström · Anna-Karin Kammerling · Johanna Sjöberg · 1:48,32    | Alemania · Janine Pietsch · Janne Schäfer · Catherine Friedrich · Katrin Meißner · 1:49,92  | Países Bajos · Suze Valen · Madelon Baans · Inge de Bruijn · Annabel Kosten · 1:50,00          |

- RM – Récord mundial.

## Medallero
| Núm. | País            | Oro | Plata | Bronce | Total |
| ---- | --------------- | --- | ----- | ------ | ----- |
| 1    | Alemania        | 9   | 8     | 5      | 22    |
| 2    | Suecia          | 7   | 4     | 6      | 17    |
| 3    | Ucrania         | 4   | 4     | 0      | 8     |
| 4    | Países Bajos    | 3   | 3     | 2      | 8     |
| 5    | Eslovenia       | 3   | 2     | 3      | 8     |
| 6    | Eslovaquia      | 3   | 1     | 0      | 4     |
| 7    | República Checa | 2   | 1     | 2      | 5     |
| 8    | Italia          | 2   | 0     | 1      | 3     |
| 9    | Reino Unido     | 1   | 6     | 5      | 12    |
| 10   | Austria         | 1   | 2     | 1      | 4     |
| 11   | Croacia         | 1   | 1     | 1      | 3     |
| 12   | Polonia         | 1   | 0     | 0      | 1     |
| 12   | Suiza           | 1   | 0     | 0      | 1     |
| 14   | Finlandia       | 0   | 2     | 3      | 5     |
| 15   | Rusia           | 0   | 1     | 5      | 6     |
| 16   | Francia         | 0   | 1     | 3      | 4     |
| 17   | Dinamarca       | 0   | 1     | 2      | 3     |
| 18   | Israel          | 0   | 1     | 0      | 1     |
|      | TOTAL           | 38  | 38    | 39     | 115   |